# Farhat Omar Bengdara
Farhat Omar Bengdara, in arabo فرحات عمر بن قداره‎? (Bengasi, 27 settembre 1965), è un politico e banchiere libico.
È stato il governatore della Banca centrale della Libia (CBL).

## Biografia
Bengdara ha ottenuto in un primo tempo un B.A. in Economia dalla Garyounis University, università di Bengasi, Libia e in seguito una M.A. in Money, Banking and Finance dalla Sheffield University, UK. Recentemente, ha lavorato come Deputy Governor della Banca Centrale Libica; Chairman and General Manager per Public Furniture Company, Libia. Bengdara è stato anche il direttore generale della Arab Banking Corporation (ABC) dal 2001 e ha 18 anni di esperienza in ambito bancario e in altri settori affini. In Egitto è stato CEO di S.A.E. e Presidente della ABC International Bank plc, a Londra.
È anche un membro del consiglio di amministrazione della Libyan Investment Corporation.
In Italia è balzato all'onore delle cronache quando nell'ottobre del 2008 tramite la Banca di cui è Presidente, la Banca centrale della Libia, ha portato la sua partecipazione azionaria vicina al 5% in UniCredit. In seguito a questi avvenimenti è stato candidato come Vicepresidente di UniCredit stessa. Da marzo 2011 si è dimesso dalla carica di governatore della Banca Centrale della Libia ed è passato alle forze anti-Gheddafi del Consiglio Nazionale di Transizione.
Il suo successore alla guida della Banca Centrale Libica, da settembre 2011, è Gasem Azzoz. Il governo, con sede a Tripoli, ha annunciato il 13 luglio 2022 la nomina di un nuovo boss alla guida della National Petroleum Company (NOC) ed è Farhat Bengdara a guidare la compagnia.